# چارلز فرند
چارلز فرند (انگلیسی: Charles Frend؛ ۲۱ نوامبر ۱۹۰۹ – ۸ ژانویهٔ ۱۹۷۷) یک تدوین‌گر و کارگردان اهل بریتانیا بود. 

## فیلم‌شناسی
- جوان و بی‌گناه
- خرابکاری
- والس های وینی
- مامور مخفی
- آهنربا
- خداحافظ، آقای چیپس
- دژ
- اسکات از قطب جنوب
- تونل